# Sétimo Acindino
Sétimo Acindino (em latim: Septimius Acindynus) foi um oficial romano do século IV, ativo no reinado dos imperadores Constantino (r. 306–337), Constantino II (r. 317–340), Constante I (r. 337–350) e Constâncio II (r. 337–361).

## Vida

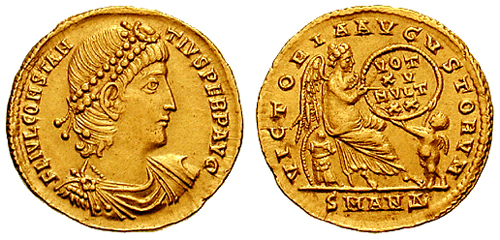
Soldo de r.

O nome Acindino aparece na gema de um anel sinete de Nápoles, e talvez lhe pertenceu. Talvez era filho do prefeito urbano de Roma Sétimo Acindino e era proprietário de uma vila em Baulos, depois propriedade de Quinto Aurélio Símaco. Em 317/326, provavelmente em 324/326, foi vigário da Hispânia. Entre 338 e 340, foi prefeito pretoriano do Oriente, e em 340, foi cônsul anterior com Lúcio Arádio Valério Próculo.
Ele foi assunto de uma anedota que se referia ao tempo que estava em Antioquia com prefeito pretoriano. Segundo ela, quando um homem ordenado por ele para pagar uma libra de ouro ao tesouro público foi incapaz de cumprir, foi colocado na prisão. Para libertá-lo, com sua própria sanção, sua esposa "escutou as persuasões" de um homem rico; mas o homem rico encheu sua bolsa com terra em vez de ouro. Ele revelou sua fraude para Acindino. Condenando-se por um rigor que levou ao crime, Acindino pagou o próprio ouro e deu à mulher o campo de onde a terra havia sido trazida.